# .us
.us (Inglês: United States) é o domínio de topo (ccTLD) na Internet para os Estados Unidos da América, criado no dia 15 de fevereiro de 1985 por Jon Postel e operado inicialmente pelo Information Sciences Institute da da Universidade do Sul da Califórnia (USC) por meio de um sub-contrato com a SRI International (que operou o .us e o auxiliou no contrato para o gTLD .com com o Departamento de Defesa dos Estados Unidos), que posteriormente foi operado pela Network Solutions (que operou o .us e o contrato de gTLD com National Science Foundation).
Postel e seu colega Ann Cooper codificaram as políticas do ccTLD .us em dezembro de 1992 como RFC 1386 e revisaram em junho, em RFC 1480. Os registrantes só poderiam registrar domínios de terceiro nível ou superior em uma hierarquia geográfica e organizacional.
De junho de 1993 a junho de 1997 Postel delegava a grande maioria dos subdomínios geográficos sob .us a várias entidades públicas e privadas. Os registrantes .us poderiam registrar com o gerente delegado para a zona específica que pretende registrar, mas não diretamente com o administrador .us. Em julho de 1997, Postel instituiu uma "regra de 50/500" que limita cada gestor delegado a 500 localidades máximo, 50 em um determinado estado.
Em 1 de outubro de 1998 a NSF transferiu a  supervisão do domínio .us para a Agência de Telecomunicações e Informação Administração Nacional (NTIA) do Departamento de Comércio dos Estados Unidos. Postel morreu naquele mês, deixando suas responsabilidades de administração de domínio com ISI. Em dezembro de 2000, essas responsabilidades foram transferidas para a Network Solutions, que tinha sido recentemente adquirida pela Verisign.
Em 26 de outubro de 2001 a NeuStar fechou o contrato para administrar .us. Em 24 de abril de 2002, domínios de segundo nível sob .us ficaram disponíveis para o registro. Um dos primeiros hacks de domínio .us, icio.us, foi registrado em 3 de maio de 2002, para a criação do del.icio.us. subdomínio, A moratória foi colocado em delegações adicionais de base-localidade namespaces, e a NeuStar tornou-se o delegado padrão para localidades sem delegações. O contrato da NeuStar foi renovado pela Agência de Telecomunicações e Informação Administração Nacional (NTIA) em 2007 e, mais recentemente, em 2014.

## Estrutura
Os domínios .us podem ser registrados em diversos tipos de níveis, dependendo da localidade e do tipo de entidade que está solicitando o registro. Alguns exemplos podem ser citados:
.mn.us - Dedicado ao estado de Minnesota
.state.mn.us - Utilizado pelo Governo do Estado do Minnesota
.k12.mn.us - Utilizado por escolas do Minnesota
.pub.k12.mn.us - Utilizado antigamente por escolas públicas do Minnesota